# Fichtelberg (Oberfranken)

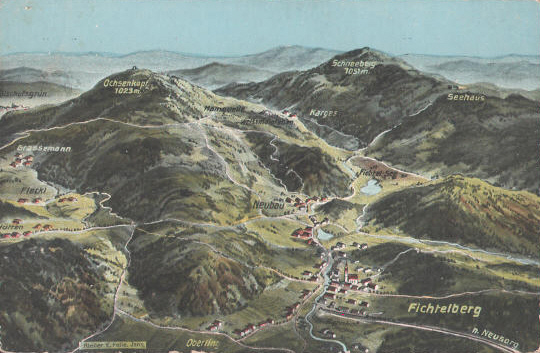
Fichtelberg (Postkarte um 1910/1920)

Fichtelberg ist eine Gemeinde und ein staatlich anerkannter Luftkurort im oberfränkischen Landkreis Bayreuth.

## Geografie

### Geografische Lage
Fichtelberg liegt am Südosthang des Ochsenkopfs im Zentralmassiv des Fichtelgebirges. Der höchste besiedelte Ort im Naturpark Fichtelgebirge liegt an einer europäischen Haupt-Wasserscheide. Oberhalb des Gemeindeteils Neubau entspringen sowohl der Weiße Main, einer der beiden Quellflüsse des Mains, der nach Westen in den Rhein fließt, als auch die Fichtelnaab, die durch Fichtelberg nach Süden fließt und sich mit der Waldnaab und der Haidenaab zur Naab vereinigt, die in die Donau mündet.

### Gemeindegliederung
Es gibt 3 Gemeindeteile (in Klammern ist der Siedlungstyp angegeben):
- Fichtelberg (Pfarrdorf)
- Hüttstadl (Dorf)
- Neubau (Dorf)

St. Veit gehört zum Gemeindeteil Hüttstadl.
Auf dem Gemeindegebiet gibt es nur die Gemarkung Fichtelberg (Gemarkungsteil 0).

### Nachbargemeinden
Einzige direkt angrenzende Nachbargemeinde ist Mehlmeisel im Süden. Zum größten Teil grenzt die Gemeinde aber an das gemeindefreie Gebiet am Ochsenkopf.

## Etymologie
Der Ursprung des Namens Fichtelberg, ebenso wie der des Fichtelgebirges, ist wahrscheinlich im Bergbaugeschehen zu suchen und kommt nicht – wie lange vermutet – von der dichten Fichtenbewaldung. Zum Zeitpunkt der Namensentstehung war, wie Pollenanalysen zeigen, im nordbayerischen Raum ein Buchen-Tannen-Fichten-Mischwald vorhanden. Erst infolge des Erzbergbaus und der Verhüttung der Metalle wurden die Laubholzarten stark dezimiert und die schneller wachsende Fichte wurde als Rohstofflieferant angepflanzt. Zunächst war der in einer Urkunde von 1317 genannte „Vythenberg“ nur der Berg, an dem sich das Bergwerk St. Veit befand – der heutige Ochsenkopf. Daraus entwickelte sich später das Wort Vichtel oder Fichtel und wurde irgendwann für das gesamte Gebiet des heutigen Fichtelgebirges verwendet. Die Siedlung wurde 1508 als „Viechtlperg“ erstmals urkundlich erwähnt.

## Geschichte

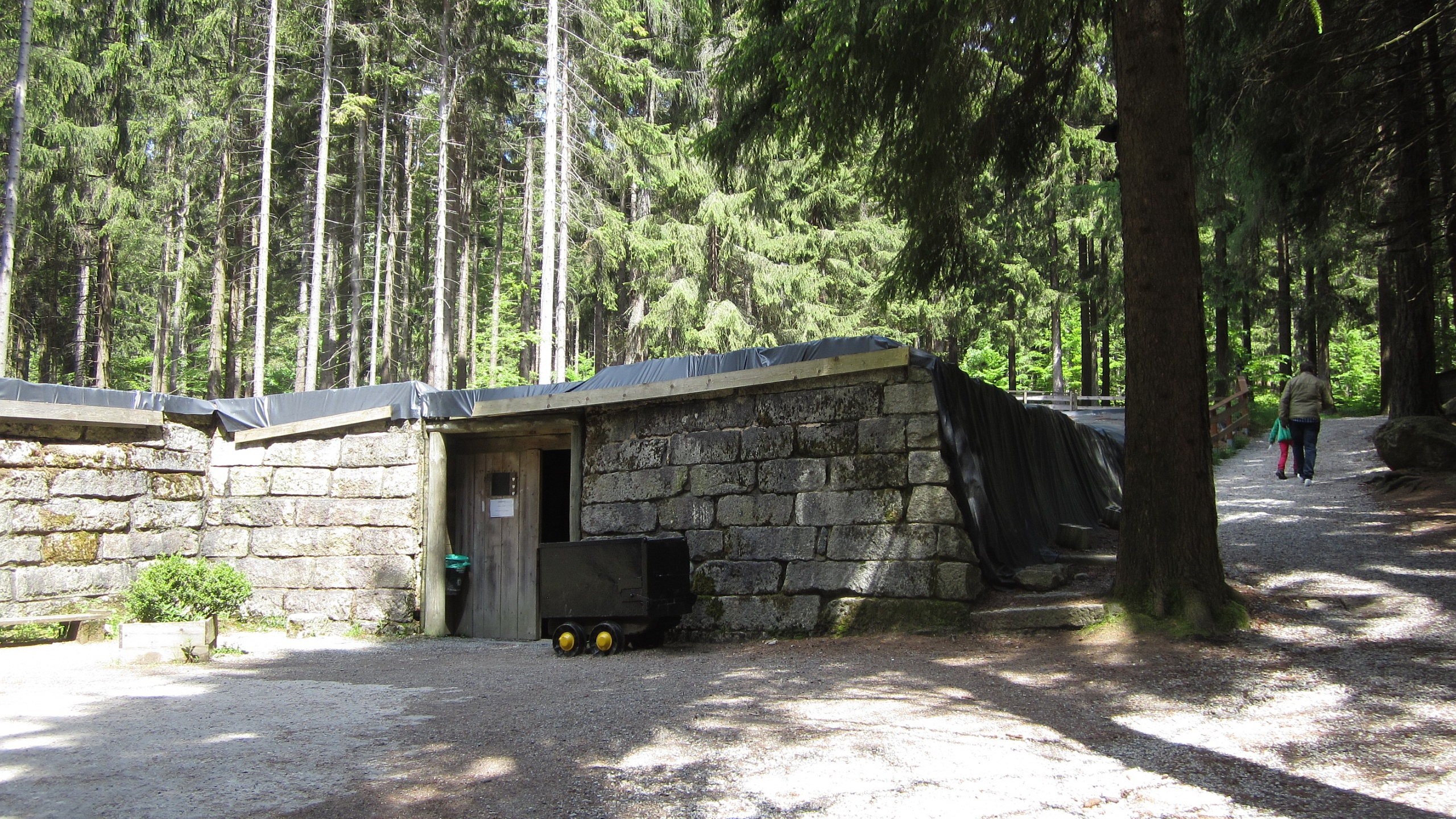
Bergwerk Gleißinger Fels

Die Geschichte des Hauptortes ist geprägt von dem Erzabbau durch die Gewerkschaft Erzgrube Gottesgab im Gleißingerfels am Fichtelberg. Um 1600 war das oberste Fichtelnaabtal bei den heutigen Orten Neubau und Fichtelberg noch mit einer unwegsamen Waldwildnis bedeckt. Funde, wie ein 1922 auf dem Ochsenkopf entdeckter Serpentinanhänger oder ein Steinbeil, das 1935 östlich von Fichtelberg ausgegraben wurde, deuten darauf hin, dass das Gebiet um Fichtelberg bereits in der Jungsteinzeit, zumindest zum Jagen, von Menschen durchstreift wurde. Das Ausbleiben weiterer Funde schließt eine dauerhafte Besiedlung bis zu Beginn des 17. Jahrhunderts jedoch aus. Die steilen Hänge und die deutlich ansteigende Höhenlage mit dem rauen Klima und wenig fruchtbaren Boden verhinderten sie. Der Eisenerzbergbau im oberen Fichtelnaabtal begann bereits im Jahre 1478, allerdings schob sich nur eine kleine Siedlungszunge mit wenigen Häusern von Süden hinauf bis zum jetzigen Fichtelberger Ortsrand.

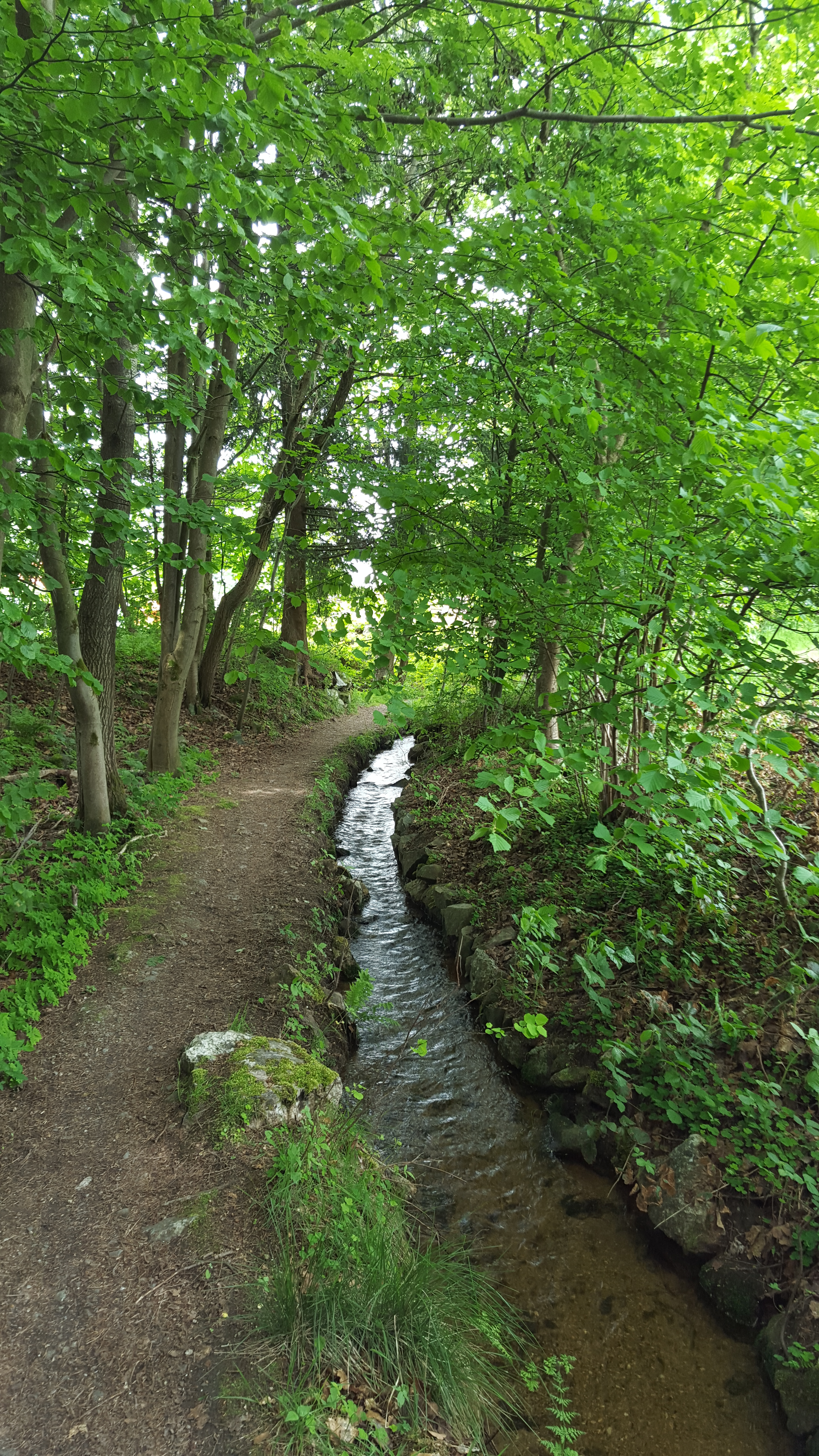
Künstlich angelegter „Bocksgraben“

1602 gründete Johann Glaser eine Gewerkschaft von sechs einflussreichen, kapitalkräftigen Männern, um mit ihnen den Bergbau am Gleißingerfels (etwa auf halbem Weg zwischen den heutigen Ortschaften Hütten und Neubau) voranzutreiben, nach geeignetem Eisenerz zu suchen, es auf die für jene Zeit modernste und rentabelste Weise in Hochöfen zu verhütten und gewinnbringend zu verarbeiten. Holz, das in den Öfen, Schmieden, Hämmern und Gießereien in großen Mengen benötigt wurde, war in den ausgedehnten Wäldern reichlich vorhanden. Genügend Wasser für die Triebräder der Werke gab es zunächst auch. Als das Wasser schließlich nicht mehr ausreichte, leitete man die obersten Quellflüsse des Weißen Mains und der Steinach kurzerhand um, dadurch entstand zum Beispiel der Bocksgraben. Rasch entwickelte sich eine blühende Eisenindustrie. 1604 wurde in Neubau ein erster Hochofen in Betrieb genommen, ein zweiter entstand in Fichtelberg um 1608/1609. Verarbeitet wurde das Eisenerz in der kurfürstlichen Gießerei. Zunächst arbeitete man im Tagebau, da die Erzadern bis zur Erdoberfläche reichten. Aber nachdem sich in der Grube zu viel Wasser angesammelt hatte und leistungsfähige Pumpen nicht zur Verfügung standen, musste man die Lagerstätte mit Stollen erschließen, durch die auch das Wasser ablaufen konnte. Die von Hand ausgehauenen Stollen waren gerade so groß, dass ein schwer tragender Mann einigermaßen gut durchgehen konnte.
„Gottesgab am Fichtelberg“ nannte man das Bergwerk am Gleißinger Fels und später auch das weit über das obere Fichtelnaabtal hinaus bedeutsame Bergamt. Erste Wohnhütten entstanden und waren Anfänge einer bald wachsenden und blühenden Bergmannssiedlung. Vier Hochöfen verhütteten das Silbereisen, das in der Umgebung von Fichtelberg abgebaut wurde. Zu dieser Zeit war das Gebiet um Fichtelberg das bedeutendste Montanunternehmen des kurfürstlichen Bayern. Im Dreißigjährigen Krieg wurden in Fichtelberg hauptsächlich Kugeln, Granaten, Bleche für Rüstungen und wahrscheinlich auch Kanonen produziert. Vor der Schlacht am Weißen Berg belieferte Fichtelberg indirekt beide Kontrahenten mit Kriegsmaterial.
Fichtelberg gehörte zum Rentamt Amberg und zum Landgericht Waldeck des Kurfürstentums Bayern. Das Bergamt hatte die rechtliche Stellung einer kurfürstlichen Hofmark. Ab 1808 wechselte das Bergamt Fichtelberg als Grenzgebiet mehrfach zwischen dem königlichen Bayern und dem markgräflichen Bayreuth.
Erzabbau und Verhüttung waren der Wirtschaftsfaktor in Fichtelberg, mit Beginn der Industrialisierung lohnte sich aber der Erzabbau immer weniger. Am 26. März 1859 wurde die Arbeit eingestellt, 1862 das Bergamt geschlossen. Es folgte zunächst ein wirtschaftlicher Niedergang, der durch den Abbau von Grünstein (Proterobas oder Grün-Porphyr) – der bereits seit Beginn des 17. Jahrhunderts vor allem zur Glasherstellung aus dem Ochsenkopfmassiv gebrochen wurde – und Granit sowie die Holzwirtschaft nur bedingt ausgeglichen werden konnte. Viele Bewohner wanderten ab.
Zur Verarbeitung des weltweit nur im Fichtelgebirge vorkommenden Grün-Porphyrs gründete der Unternehmer Wilhelm Scharf 1847 in Fichtelberg einen Steinsägebetrieb. Bis 1975 wurden, in einer aus bis zu einem Meter dicken Granitquadern erbauten Halle, die oft mehrere Tonnen schweren Gesteinsblöcke mit Hilfe einer Dampfmaschine in tagelanger Sägearbeit zerkleinert. Ab 1998 wurde das Gebäude restauriert; dort sind nun – einmalig in Deutschland – zwei funktionsfähige Steinsägen aus der Zeit um 1900 museal erhalten.

Ehemaliges Bergamt, dahinter das Brauhaus und der Wohnhausanbau von 1834 (um 1900)

Bereits um das Jahr 1671 ist in Fichtelberg eine Brauerei nachweisbar, die im 18. und 19. Jahrhundert immer wieder erweitert wurde. Sie war ein kurfürstlicher Betrieb, dessen Oberaufsicht dem jeweiligen Bergverwalter zustand. Jener war für die Aufrechterhaltung des Betriebs zuständig und hatte dafür zu sorgen, dass die Brauerei Gewinne abwarf. Das Brauhaus lag unmittelbar hinter dem Bergamt, das Wasser stammte aus einer im Gebäude befindlichen Quelle. Erster Braumeister war Benedikt Sembler; ab 1826 war Andreas Lindner Braumeister, der 1834 ein Wohnhaus für seine Familie anbaute. Nach der Zerschlagung des Hüttenbetriebs kaufte er das Haus des ehemaligen Bergamts. Im Erdgeschoss richtete er eine Gastwirtschaft ein, in den oberen Etagen Wohnräume. Über mehrere Generationen hinweg braute die Familie Lindner in Fichtelberg Bier; im letzten Jahrzehnt des Betriebs wurden pro Braugang 5000 Liter gebraut. 1981 wurde der Betrieb der Brauerei Lindner eingestellt.
Andreas Lindners Söhne Sigmund Karl Friedrich und Johann gründeten die OHG Gebrüder Lindner und richteten in den Gebäuden des ehemaligen Eisenverhüttungswerks eine Glashütte ein. Johanns Sohn Heinrich Lindner gründete das Eisenbahnkomitee Fichtelberg und war damit einer der Initiatoren der Bahnstrecke nach Neusorg.
Nach dem Zweiten Weltkrieg siedelten sich vor allem Glasbläser aus Gablonz an und verhalfen Fichtelberg zu einer erneuten Blüte als Industriestandort u. a. der Glas- und Knopfproduktion. Inzwischen hat es seine industrielle Bedeutung weitgehend verloren, lebt aufgrund seiner reizvollen Lage am Südwesthang des Ochsenkopfs hauptsächlich vom Fremdenverkehr und ist ein Wintersportzentrum.
Die Bergwerksstollen Gleißinger Fels gelten als ältestes Bergwerk in Nordbayern und sind das einzige Silbereisenbergwerk der Welt, das noch allgemein zugänglich ist.

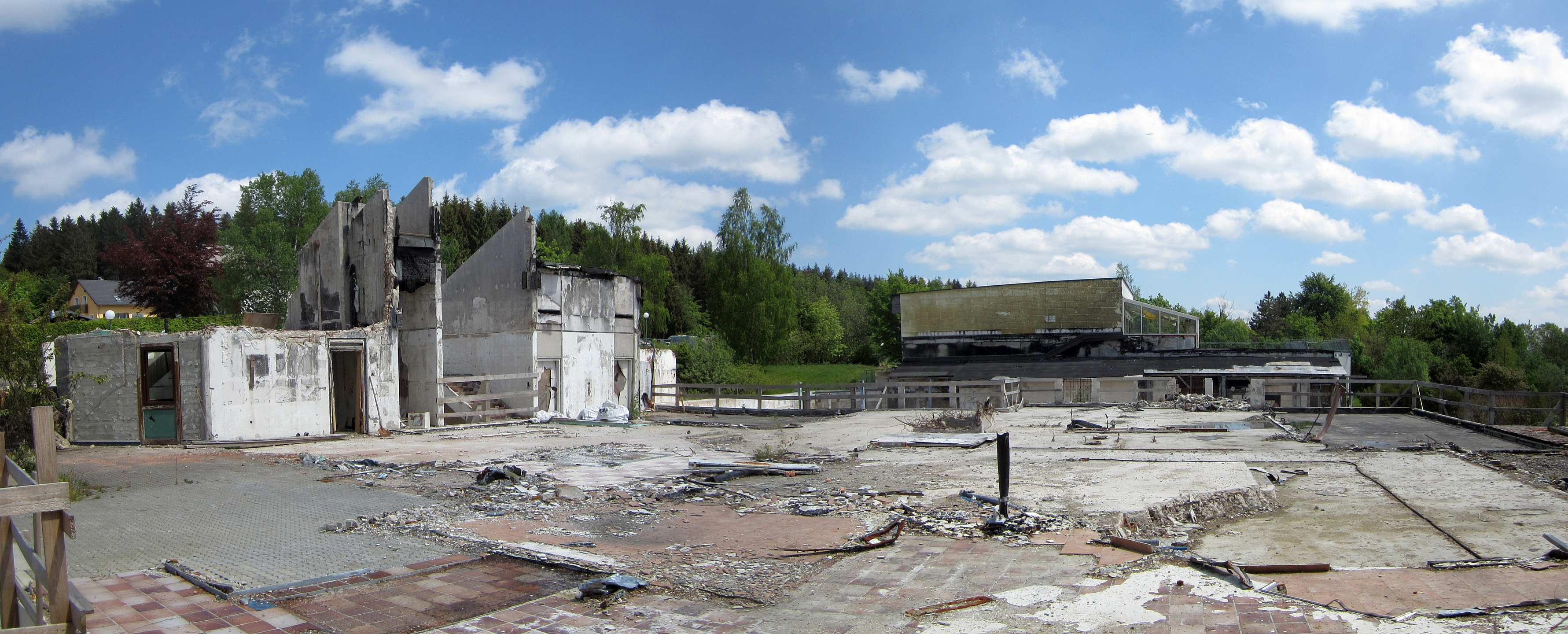
Ruine der Kristalltherme, 2016

Am 12. Mai 2012 brannte das Thermalbad Kristalltherme Fichtelberg ab. Eine Brandstiftung scheint nicht ausgeschlossen. Ein von beiden Seiten beabsichtigter Wiederaufbau scheiterte bisher an Rechtsstreitigkeiten der Gemeinde mit dem bisherigen Betreiber.

### Gemeindebildung
Infolge des Gemeindeedikts wurde 1808 der Steuerdistrikt Fichtelberg gebildet, zu dem Neubau und Unterlind gehörten. 1818 entstand die Ruralgemeinde Neubau, zu der Fichtelberg, Hüttstadl, und St. Veit gehörten. Sie war in Verwaltung und Gerichtsbarkeit dem Landgericht Kemnath zugeordnet und in der Finanzverwaltung dem Rentamt Kemnath. Am 1. Oktober 1857 wurde die Gemeinde an das Landgericht Weidenberg und dem Rentamt Bayreuth  (1919 in Finanzamt Bayreuth umbenannt) überwiesen. Ab 1862 gehörte Neubau zum Bezirksamt Bayreuth (1939 in Landkreis Bayreuth umbenannt). Die Gerichtsbarkeit blieb beim Landgericht Weidenberg (1879 in Amtsgericht Weidenberg umgewandelt), seit 1931 ist das Amtsgericht Bayreuth zuständig. 1933 wurde die Gemeinde nach Fichtelberg umbenannt.

### Einwohnerentwicklung
Im Zeitraum von 1988 bis 2018 sank die Einwohnerzahl von 2164 auf 1762 um 402 bzw. um 18,6 %, das ist der deutlichste Einwohnerrückgang im Landkreis im genannten Zeitraum. Ein Höchststand wurde am 31. Dezember 1992 mit 2513 Einwohnern erreicht.
Gemeinde Fichtelberg
| Jahr      | 1818   | 1840   | 1852   | 1861   | 1867   | 1871   | 1875   | 1880   | 1885   | 1890   | 1895   | 1900   | 1905   | 1910   | 1919   | 1925   | 1933   | 1939   | 1946   | 1950   | 1961   | 1970   | 1987   | 2008   | 2015   | 2020   |
| Einwohner | 626    | 1053   | 939    | 1014   | 955    | 1007   | 1045   | 1094   | 1079   | 1118   | 1115   | 1156   | 1255   | 1408   | 1583   | 1868   | 1730   | 1710   | 2018   | 2478   | 2570   | 2606   | 2192   | 1954   | 1872   | 1778   |
| Häuser    | 89     |        |        |        |        | 116    |        |        | 124    |        |        | 144    |        |        |        | 258    |        |        |        | 303    | 434    |        | 696    |        | 782    | 787    |
| Quelle    | [ 11 ] | [ 14 ] | [ 14 ] | [ 16 ] | [ 14 ] | [ 17 ] | [ 14 ] | [ 14 ] | [ 18 ] | [ 14 ] | [ 14 ] | [ 19 ] | [ 14 ] | [ 14 ] | [ 14 ] | [ 20 ] | [ 14 ] | [ 14 ] | [ 14 ] | [ 21 ] | [ 22 ] | [ 23 ] | [ 24 ] | [ 25 ] | [ 25 ] | [ 26 ] |

Ort Fichtelberg
| Jahr      | 001818 | 00 1824 | 001861 | 001871 | 001885 | 001900 | 001925 | 001950 | 001961 | 001970 | 001987 |
| Einwohner | 237    | 191     | 404    | 446    | 468    | 548    | 874    | 1428   | 1640   | 1726   | 1391   |
| Häuser    |        | 35      |        |        | 50     | 63     | 110    | 159    | 261    |        | 394    |
| Quelle    | [ 27 ] | [ 11 ]  | [ 16 ] | [ 17 ] | [ 18 ] | [ 19 ] | [ 20 ] | [ 21 ] | [ 22 ] | [ 23 ] | [ 24 ] |

## Politik

### Gemeinderat
Die Gemeinderatswahlen seit 2008 führten zu folgenden Stimmenanteilen und Sitzverteilungen:
| Partei/Liste             | 2020  | 2020  | 2014  | 2008  |
| Partei/Liste             | %     | Sitze | Sitze | Sitze |
| CSU                      | 40,22 | 5     | 5     | 5     |
| Freie Wählergemeinschaft | 59,78 | 7     | 7     | 2     |

### Bürgermeister
Zum Ersten Bürgermeister wurde im Jahre 2020 mit 60,01 % Sebastian Voit von der CSU gewählt. Sein Vorgänger war Georg Ritter (CSU).

### Wappen
| Wappen von Fichtelberg (Oberfranken) | Blasonierung: „Geteilt von Silber und Blau; oben nebeneinander drei grüne Fichten, unten zwischen zwei gekreuzten goldenen Bergmannshämmern ein silbernes Kelchglas.“ |
| Wappen von Fichtelberg (Oberfranken) | Wappenbegründung: Bis in das 19. Jahrhundert waren Erzabbau und die Verhüttung ein wichtiger Wirtschaftsfaktor. Die Granitindustrie löste dann den Bergbau ab. Die beiden Bergmannshämmer weisen auf diese beiden wichtigen Industriezweige hin. Das Kelchglas stellt die frühere Spiegelglasfabrikation und jetzige Gablonzer Edelglasindustrie dar. Die Fichten stehen redend für den Ortsnamen und symbolisieren die waldreiche Umgebung. Die Farben Silber und Blau erinnern an die ursprüngliche Zugehörigkeit zur kurpfälzischen Oberpfalz. Dieses Wappen wird seit 1955 geführt. |

### Gemeindepartnerschaften
Fichtelberg ist partnerschaftlich verbunden mit Oberwiesenthal im Erzgebirge, mit Podčetrtek in Slowenien und mit dem Distrikt Jesús María der peruanischen Hauptstadt Lima.

## Wirtschaft und Infrastruktur

### Tourismus
Im Jahr 1886 legte Franz Hurtig aus Leipzig zusammen mit Ortsansässigen den Grundstock für den damals neuen Erwerbszweig Sommerfrische. Mittlerweile gibt es zahlreiche Gästebetten in Beherbergungsbetrieben, Ferienwohnungen, Privatquartieren und einen Campingplatz in dem Luftkurort. Im Jahr 2021 gab es 73.573 Gästeübernachtungen in Fichtelberg.
Der Ort liegt am Radfernweg Euregio Egrensis.

### Verkehr
Der Hauptort liegt etwa drei Kilometer südlich der B 303 und unweit der A 9, Berlin-Nürnberg, Abfahrt Bad Berneck, bzw. von Berlin kommend Anschlussstelle Gefrees.
Die ehemalige Eisenbahnstrecke Neusorg–Fichtelberg, 1890 als bayerische Lokalbahn eröffnet, hatte Anschluss an die Bahnstrecke Nürnberg–Cheb. Der Personenverkehr wurde 1976 eingestellt, der Güterverkehr 1984. Inzwischen ist die Strecke längst abgebaut. Heute würde man eine Direktverbindung nach Bayreuth oder Marktredwitz/Wunsiedel vorziehen.

## Kultur und Sehenswürdigkeiten
- Barocke Bergamtskirche Mariä Verkündigung, die 1708–11 erbaute katholische Pfarrkirche, mit Hochaltar von 1730 und Holzschnitzereien. Die barocken Glasfenster im Altarraum zeigen als Besonderheit Bergbaumotive.
- Barocke Mariensäule (1680)
- Historische Proterobas-Glashütte am südlichen Hang des Ochsenkopfes (archäologische Grabung)
- Max-Reger-Fels am "Naabquellenweg" von Fichtelberg zur Fichtelnaabquelle. Der in Brand (Oberpfalz) geborene Komponist Max Reger unternahm am 14. August 1901 eine „Ochsenkopfpartie“ und wurde auf dem genannten Felsen fotografiert. Am 14. August 2021 wurde dieser als Gedenkstätte eingeweiht.

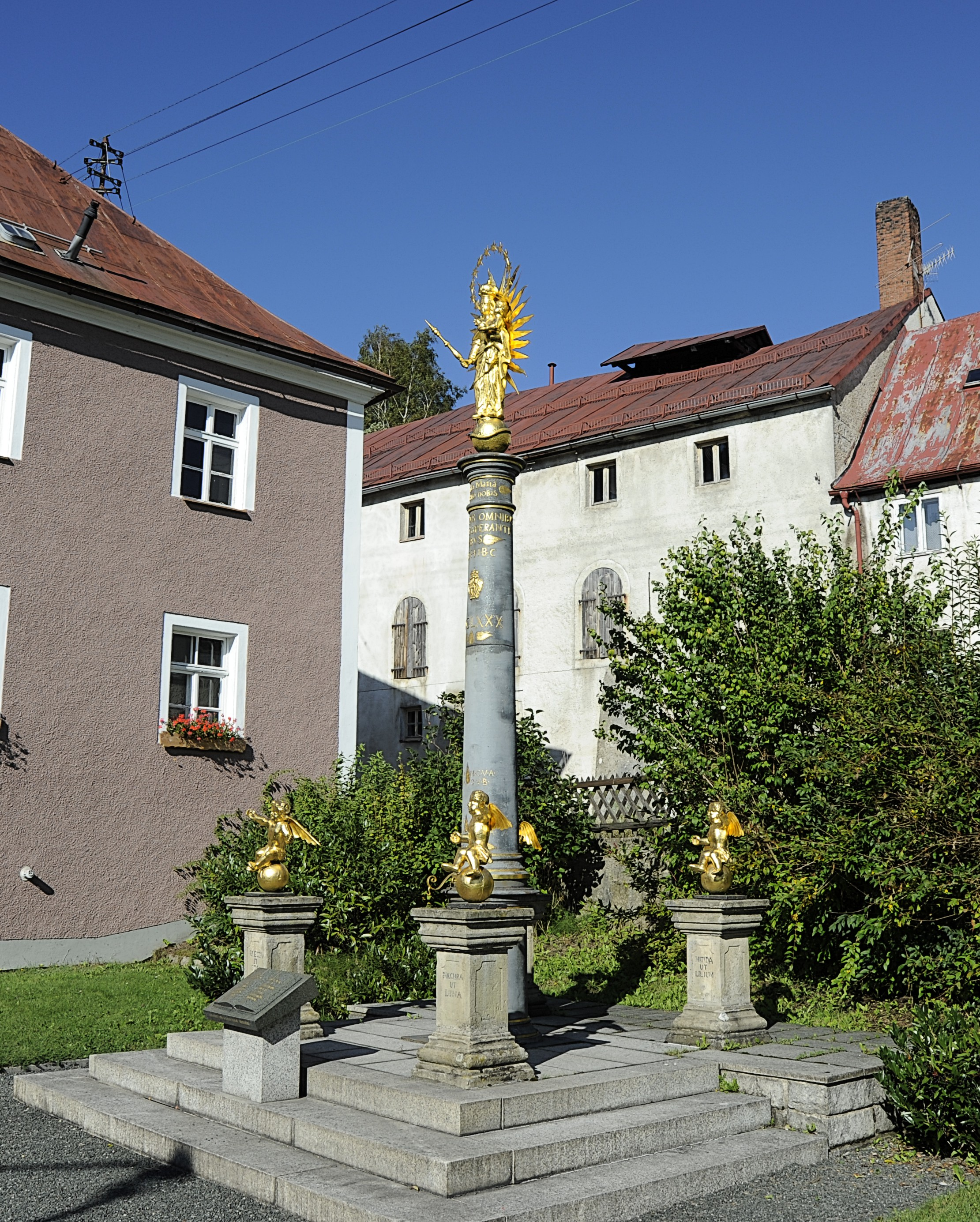
Mariensäule, Madonna und vier Putten
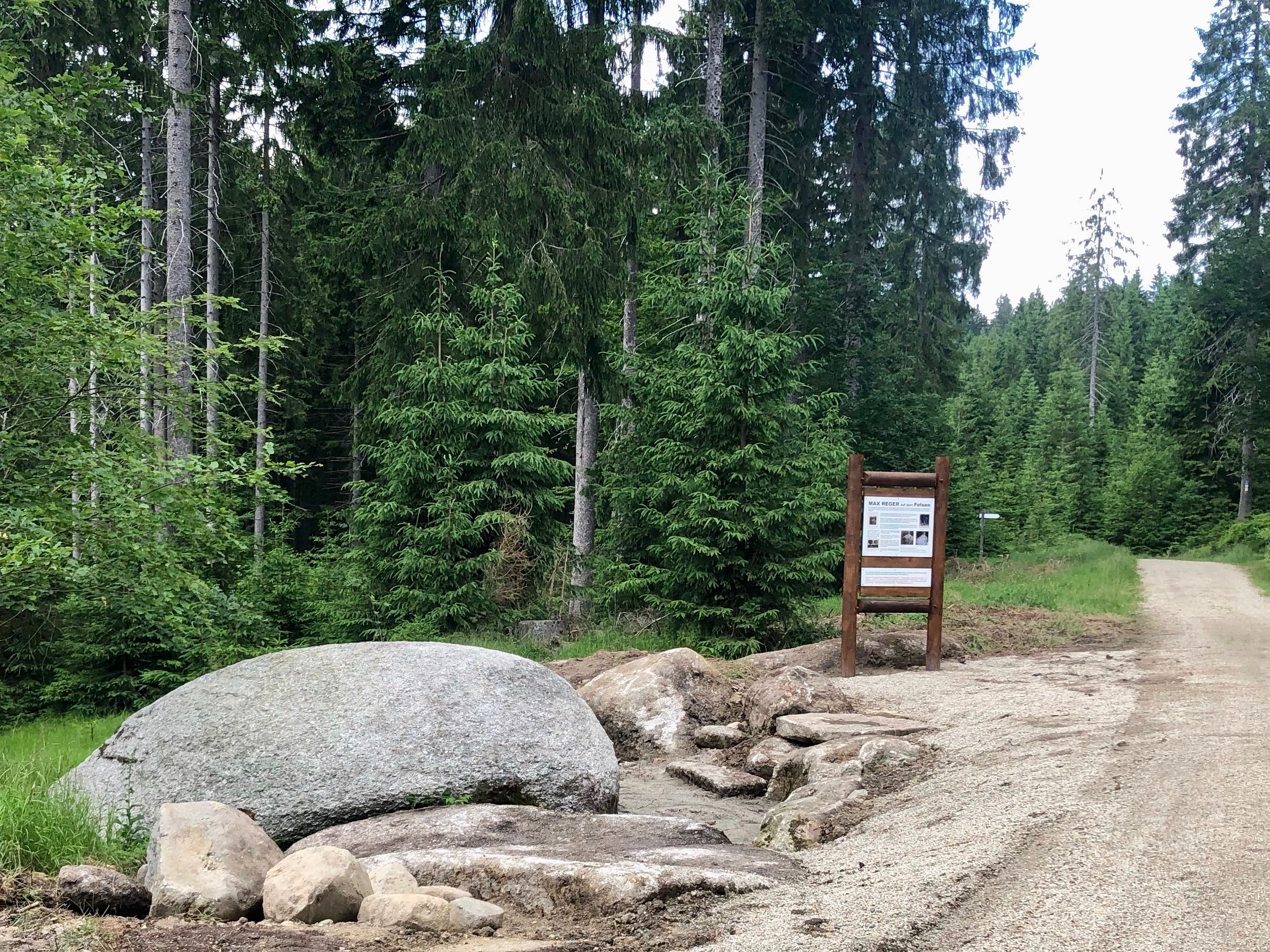
Gedenkplatz Max-Reger-Fels
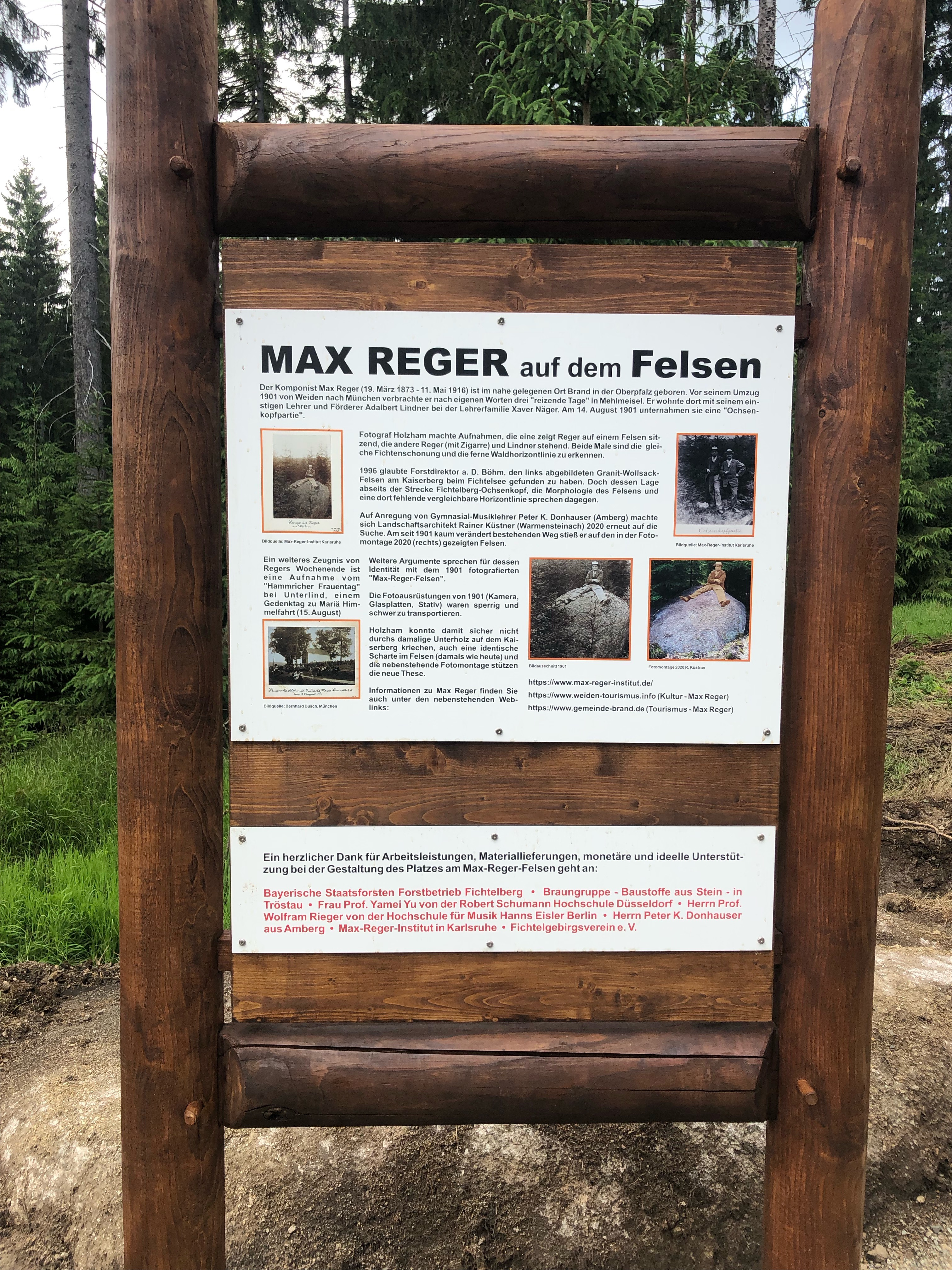
Gedenktafel am Max-Reger-Fels
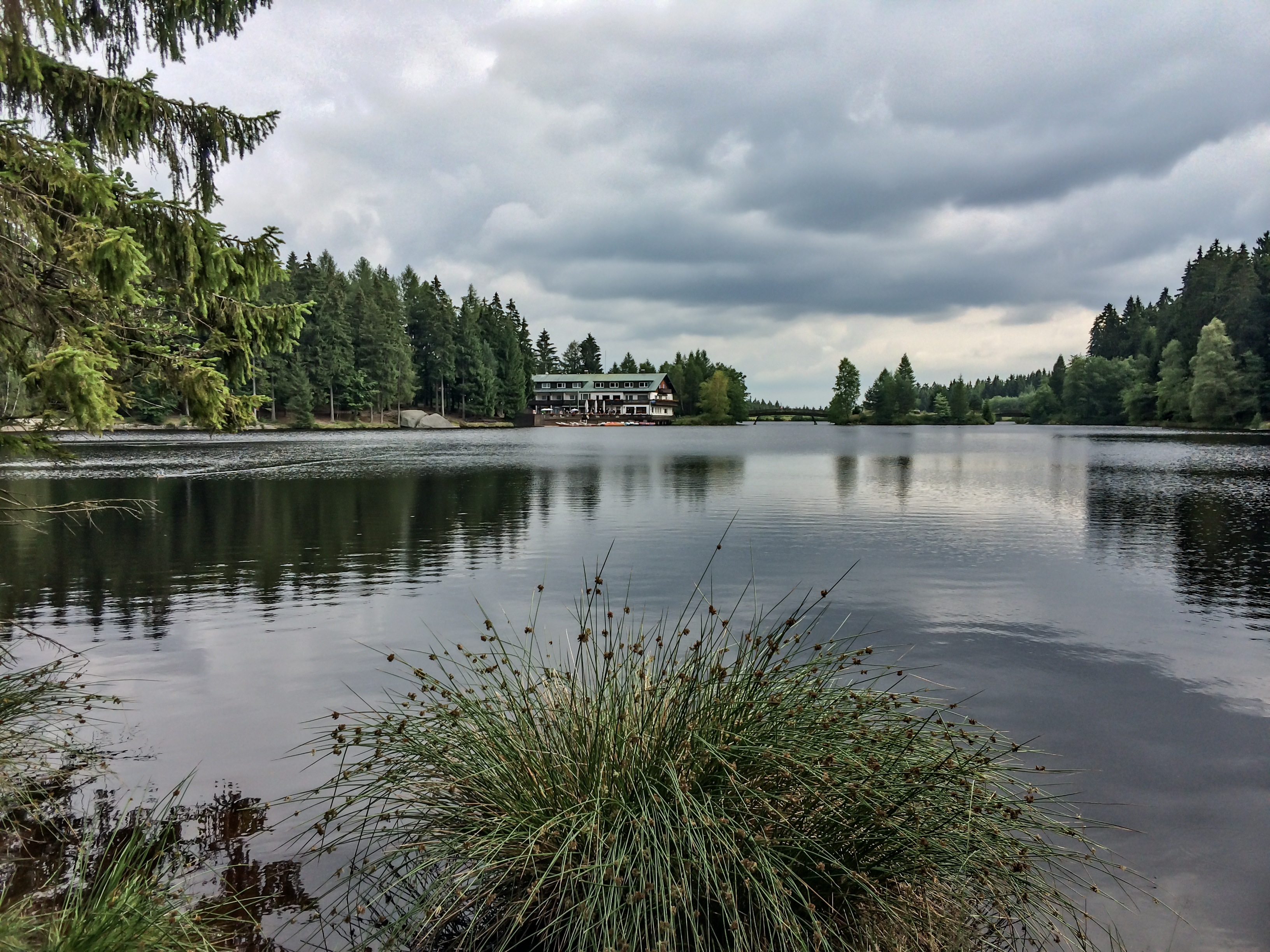
Fichtelsee

### Freizeit
- Naherholungszentrum Fichtelsee mit Naturschutzgebiet
- Geführte Wanderungen
- Eisstockschießen
- Schlittschuhlaufen
- Mountainbiking
- Kegelbahn
- Skilift
- Nachtlanglaufloipe
- Barfuß-Sinnes-Pfad
- Skirollerbahn
- Tennis Platz

### Sport
- Skizentrum Bleam’l-Alm
- SC Neubau
- TC Fichtelberg e. V.
- SG Tell Neubau
- TSV Fichtelberg
- Eishockey: Der TSV Fichtelberg Abteilung Eishockey nahm von 1991 bis 1993 am Spielbetrieb des BEV teil und erreichte dabei 1992 die Meisterschaft der Bayerischen-Bezirksliga/Nord. Quelle: rodi-db.de[33] Derzeit gibt es in Fichtelberg eine Hobbymannschaft, die  Bullheads Fichtelberg, die in der DNHL1 spielen.[34]

### Museen
- Deutsches Fahrzeugmuseum Fichtelberg
- Dorfmuseum Mühlgüt’l
- Besucherbergwerk Gleißinger Fels

## Persönlichkeiten
- Thomas Friedrich (* 1978), Grimmepreisträger 2023 als Drehbuchautor des Films „Schlaf“
- Gustav Griebel, alias Griebly (* 1965), Schlagzeuger der Gruppe Fichtelsänger (Am Fichtensee ist es so schee-Song) ist in Fichtelberg/Neubau geboren
- Mario Zuber, Schauspieler alias MC Steve (* 1977), ehemaliger Rapper der Gruppe Passion Fruit (The Rigga-Ding-Dong-Song) ist in Fichtelberg aufgewachsen